# Carla Bruni
Carla Gilberta Bruni Tedeschi, ismert nevén Carla Bruni (Torino, 1967. december 23. –) olasz származású, francia állampolgárságot nyert manöken, énekes-dalszerző, a volt francia köztársasági elnök, Nicolas Sarkozy felesége. Házasságkötése után hivatalosan a Carla Bruni-Sarkozy, illetve a Carla Sarkozy nevet használja, azonban művészi tevékenységéhez továbbra is megtartotta a Carla Bruni nevet.
Az ötévesen Franciaországban letelepedett Carla 1987 és 1997 között modellkedett, majd zenével kezdett foglalkozni. Ő írta 2000-ben Julien Clerc Si j'étais elle című albuma szövegének többségét, majd 2002-ben megjelentette első saját lemezét Quelqu’un m’a dit (Valaki mondta nekem) címmel. 2003-ban a Victoire de la musique francia zenei versenyen az év előadónője lett. 2007-ben jött ki No Promises, 2008-ban pedig Comme si de rien n'était című albuma.

## Életrajza

### Ifjúsága
Apja Alberto Bruni Tedeschi gazdag iparmágnás, műgyűjtő és operaszerző, anyja Marysa Borini színésznő és zongoraművész. Nővére, Valeria Bruni Tedeschi színésznő, forgatókönyvíró-rendező, bátyja, Virginio Bruni Tedeschi 2006. július 4-én elhunyt.
Családja 1973-ban települt át Franciaországba, mivel féltek a Vörös Brigádok olasz terrorszervezet emberrablásaitól. Kiskora óta a zene vette körül, s örökölte családja művészetszeretetét. Előbb zongorázni, majd gitározni tanult. Imádta az irodalmat és a szépírást, dalokat szerzett, melyeknek szövegét is ő írta.
Tanulmányait svájci és francia magánintézetekben folytatta, majd építészetet tanult Párizsban.

### Manökenkarrierje – 1985–1997
19 éves korában abbahagyta tanulmányait és modellkedni kezdett a párizsi City Models ügynökségnél, ahol nagyon gyorsan, már 1988-ban topmodell lett, hogy aztán a 90-es évek modellújságjainban és olyan nagy divatcégek kifutóin legyen folyamatosan jelen, mint Christian Dior, Paco Rabanne, Sonia Rykiel, Christian Lacroix, Karl Lagerfeld, John Galliano, Yves Saint-Laurent, Chanel, Versace stb. 1990-től az évi 7,5 millió dolláros keresetével a 20 legjobban fizetett topmodell között tartották számon.
Filmben először 1994-ben volt látható, Robert Altman Prêt-à-Porter – Divatdiktátorok című filmszatírájában, majd Robert Leacock dokumentumfilmjében, a Catwalk-ban. Ezt követően 1997-ben Alain Berberian Paparazzi című vígjátékában vállalt szerepet. Azóta is többször tűnt fel filmvásznon vagy a tévé lépernyőjén. Ugyanebben az évben, 29 évesen, véget vetett manökenkarrierjének, hogy életét a zenének szentelhesse.

### Énekes-dalszerző karrierje – 2000-es évek
1999-ben, egy vacsorán találkozott Julien Clerk énekessel, akinek bevallotta, hogy dalszövegeket ír. Néhány héttel később elküldte neki Si j’étais elle (Ha ő lennék) című versét. Julien Clerk zenét komponált rá, majd Si j’étais elle címmel elkészítette új albumát, amelynek további öt dalszövegét is Carla Bruni írta. 2000-ben az albumot 250 000 példányban adták el.
Louis Bertignac zeneszerző segítségével 2002-ben összeállított egy albumot Quelqu'un m'a dit (Valaki mondta nekem) címmel, amelynek zenéjét és dalszövegét is ő írta. A dalokat egyedül, egy szál gitárkísérettel adta elő. A kritika jól fogadta, a lemezt mintegy 2 millió példányban adták el.
2003-ban elnyerte a francia dalszövegírók, zeneszerzők és kiadók szövetségének fiatal dalszerzőket vagy zeneszerzőket bátorító Raoul-Breton-díját.
2006-ban Those Little Things címmel, angolul énekelte fel a Monsieur Gainsbourg Revisited album részére Serge Gainsbourg Ces petits riens című dalát. Ugyanebben az évben elvállalta, hogy a torinói téli olimpia megnyitóünnepségén az olasz zászlót vigye.
2007 elején újabb albummal jelentkezett, No Promises címmel, amelyben olyan angol nyelvű költők verseire írt zenét, mint William Butler Yeats, Wystan Hugh Auden, Emily Dickinson, Christina Rossetti, Walter de la Mare vagy Dorothy Parker. Ez a második album 1 200 000 példányban kelt el. Az album Ballade at Thirty-Five című dala felcsendült az L televíziós sorozat 5. évadjának befejező részében. 2008. július 11-én került az üzletekbe harmadik nagylemeze, Comme si de rien n'était (Mintha mi sem történt volna) címmel. Tekintettel arra, hogy ekkor már a köztársasági elnök hitvese volt, páratlan sajtókampány kísérte a lemez megjelenését. A bevételt a nehéz helyzetben lévők megsegítésén fáradozó Fondation de France kapja.
Szerzőként és előadóként is részt vett jótékonysági akciókban. 2003-ban Même si je suis top című dalával iratkozott fel az AIDS-es gyermekeket és családjaikat támogató szervezet (Sol En Si – Solidarité Enfants Sida) Sol en cirque című kompilációs albumára, 2007-ben pedig több előadóval együtt szerepelt a Coluche által alapított Les Restos du Cœur (A Szív Éttermei) hálózat javára kiadott La caravane des Enfoirés című dupla nagylemezen.

### Magánélete
Nagyszámú – bizonyított vagy feltételezett – kapcsolata miatt Carla Brunit „pillangó” vagy „férfifaló” címmel illették. A bulvársajtó címlapján számos férfi oldalán tűnt fel, köztük Mick Jagger, Eric Clapton és Donald Trump. Interjúiban Carla Bruni megvédte és igazolta ezt az életvitelét.
Amikor Jean-Paul Enthoven francia irodalmi kiadóval élt együtt, kapcsolatot létesített annak nős fiával, a filozófiatanár Raphaël Enthovennel. Tőle született 2001-ben fia, Aurélien. Bruni az egyik főszereplője Enthoven elvált felesége, Bernard-Henri Lévy író lánya, első bestsellerének (Rien de grave), amelyben részletesen taglalja válása történetét, és életének újraépítését, miután volt férje Carla Bruni miatt otthagyta.
2007. december 17-i számában a L’Express francia hetilap fényképet közölt róla, melyen a nemrég elvált francia köztársasági elnök, Nicolas Sarkozy társaságában volt látható az EuroDisneyland-ben; az esemény nagy port kavart mind a francia, mind a világsajtóban. 2007 karácsonyát a pár Egyiptomban töltötte együtt, majd a következő hétvégét a jordániai Petrában. 2008. február 2-án kötöttek házasságot a nyilvánosság teljes kizárásával az Élysée-palotában.
Ekkortájt mutatkozott a művésznő először az állítólagos biológiai apa, Maurizio Remmert társaságában. Remmert a francia köztársasági elnök kíséretéhez tartozott, amikor 2008 februárjában hivatalos látogatást tett Romániában.
Carla Bruni mindvégig megőrizte olasz állampolgárságát. Házasságkötése miatt azonban hivatalosan kérte a francia állampolgársági eljárás megindítását. Az állampolgárságot 2008. július 9. előtt megkapta.
Nicolas Sarkozy-vel közös kislányuk - Giulia - 2011. október 19-én született meg.

## Politikai nézetei
Olasz állampolgárként nem szavazott a 2007-es franciaországi elnökválasztáson, de egy nyilatkozatában megerősítette, hogy Ségolène Royalra szavazott volna Szembehelyezkedve a bevándorlók családegyesítése során a jobboldal által bevezetni tervezett DNS-teszt alkalmazásával, nézeteivel kapcsolatban kijelentette: „Nem vagyok politikus alkat, nem feltétlenül vagyok polemizáló hajlamú, ritkán írok alá petíciókat, és nem kürtölöm világgá, hogy kire szavazok.”

## Diszkográfia

### Albumok
1. Quelqu'un m'a dit
2. Raphaël
3. Tout le monde
4. La noyée
5. Le toi du moi
6. Le ciel dans une chambre
7. J'en connais
8. Le plus beau du quartier
9. Chanson triste
10. L'excessive
11. L'amour
12. La dernière minute

1. Those dancing days are gone
2. Before the world was made
3. Lady weeping at the crossroads
4. I felt my life with both my hands
5. Promises like piecrust
6. Autumn
7. If you were coming in the fall
8. I went to heaven
9. Afternoon
10. Ballade at thirty-five
11. At last the secret is out

1. Ma jeunesse
2. La possibilité d'une île
3. L'amoureuse
4. Tu es ma came
5. Salut marin
6. Ta tienne
7. Péché d'envie
8. You belong to me
9. Le temps perdu
10. Déranger les pierres
11. Je suis une enfant
12. L'antilope
13. Notre grand amour est mort
14. Il vecchio e il bambino

1. J'arrive à toi
2. Chez Keith et Anita
3. Prière
4. Mon Raymond
5. Dolce Francia
6. Pas une dame
7. Darling
8. La Valse posthume
9. Little french song
10. Liberté
11. Le Pingouin

1. Déranger les pierres
2. L'Amoureuse
3. Le Plus Beau du quartier
4. Tout le monde
5. Little French Song
6. Dolce Francia
7. On serait seuls au monde
8. J'arrive à toi
9. Si la photo est bonne
10. All The Best (avec Marianne Faithfull)
11. Tu es ma came
12. Salut marin
13. Darling
14. Raphaël
15. Chez Keith et Anita
16. Mon Raymond
17. Le Temps perdu
18. Quelqu'un m'a dit
19. La Dernière Minute

1. Enjoy The Silence
2. Jimmy Jazz
3. Love Letters
4. Miss You
5. The Winner Takes It All
6. Crazy
7. Highway To Hell
8. Perfect Day
9. Stand By Your Man
10. Please Don’t Kiss Me
11. Moon River

1. Un secret
2. Rien que l'extase
3. Un grand amour
4. Le Petit Guépard
5. Your Lady
6. Partir dans la nuit
7. Les Séparés
8. Comme si c'était d'hiver
9. La Chambre vide
10. Un ange
11. Voglio l'amore (avec Valeria Bruni Tedeschi)
12. Le Garçon triste

### Listahelyezés
| Év   | Címe                     | Kiadó            | Chart-pozíció | Chart-pozíció | Chart-pozíció | Chart-pozíció | Chart-pozíció | Chart-pozíció | Chart-pozíció | Chart-pozíció | Chart-pozíció | Chart-pozíció | Chart-pozíció |
| Év   | Címe                     | Kiadó            | FRA           | SUI           | BEL           | ITA           | POR           | GER           | AUT           | NLD           | SWE           | GBR           | IRL           |
| ---- | ------------------------ | ---------------- | ------------- | ------------- | ------------- | ------------- | ------------- | ------------- | ------------- | ------------- | ------------- | ------------- | ------------- |
| 2002 | Quelqu'un m'a dit        | Naïve            | 1             | 4             | 9             | 4             | 5             | 14            | 27            | –             | –             | –             | –             |
| 2007 | No Promises              | Naïve            | 1             | 1             | 2             | 10            | 6             | 2             | 10            | 47            | 55            | 65            | 72            |
| 2008 | Comme si de rien n'était | Naïve            | 1             | 3             | 2             | 14            | 21            | 15            | 10            | 31            | –             | 58            | –             |
| 2013 | Little French Songs      | Teorema, Barclay | 2             | 30            | 8             | 92            | –             | 28            | 26            | –             | –             | –             | –             |
| 2017 | French Touch             | Teorema, Barclay | 11            | 19            | 16            | –             | 42            | 27            | 45            | –             | –             | –             | –             |
| 2020 | Carla Bruni              | Teorema, Barclay | 12            | 26            | 15            | –             | –             | –             | 58            | –             | –             | –             | –             |

## Fordítás
- Ez a szócikk részben vagy egészben  a   Carla_Bruni című francia Wikipédia-szócikk fordításán alapul.  Az eredeti cikk szerkesztőit annak laptörténete sorolja fel. Ez a jelzés csupán a megfogalmazás eredetét és a szerzői jogokat jelzi, nem szolgál a cikkben szereplő információk forrásmegjelöléseként.